# Ryszard Zasępa

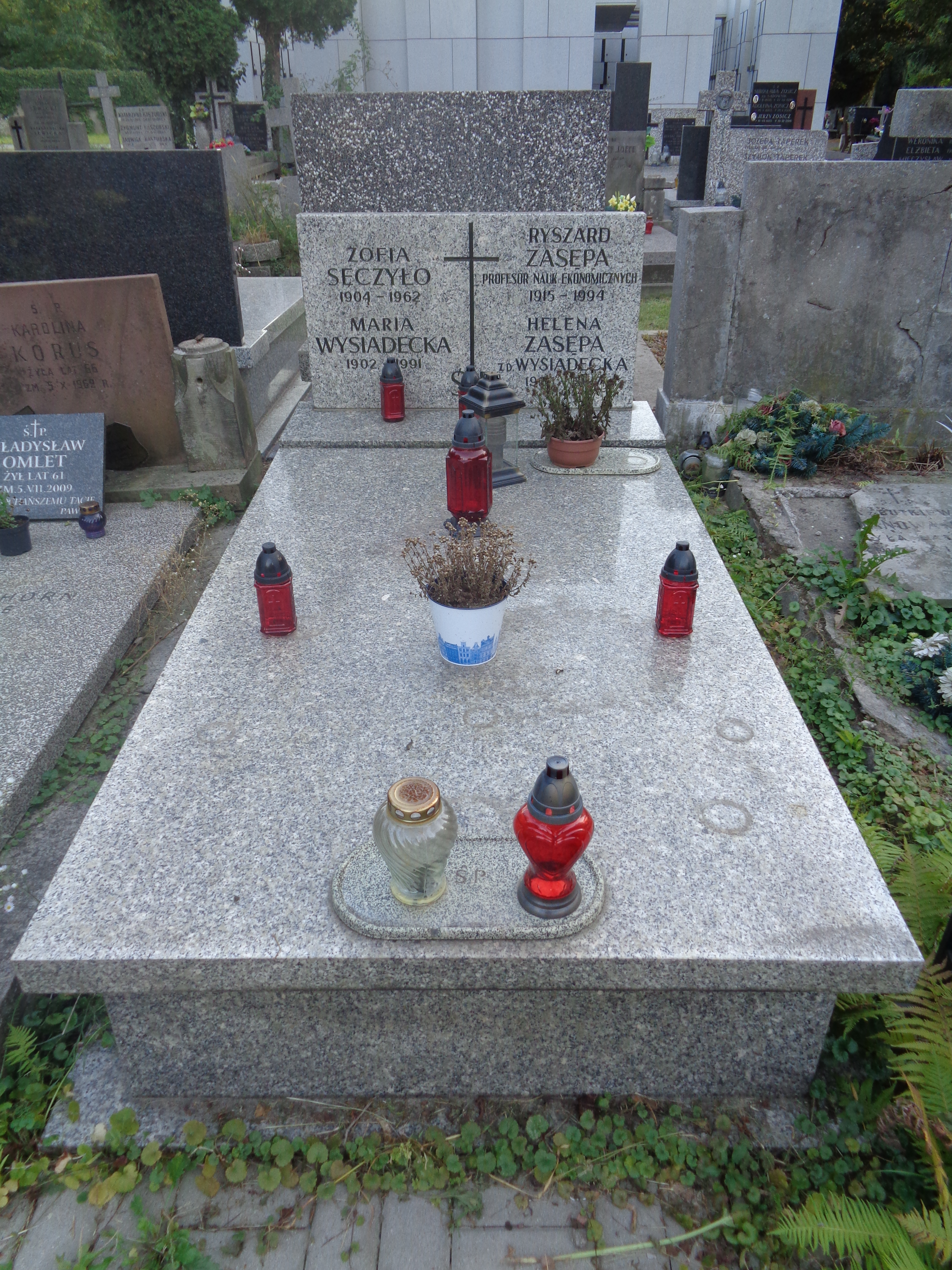
Grób Ryszarda Zasępy na Cmentarzu Wojskowym na Powązkach

Ryszard Zasępa (ur. 16 marca 1915 w Warszawie, zm. 7 sierpnia 1994 tamże) – statystyk polski, profesor Szkoły Głównej Planowania i Statystyki, ekspert organizacji międzynarodowych.

## Życiorys
Ryszard Zasępa w lutym 1938 uzyskał dyplom magistra matematyki na Uniwersytecie Warszawskim. Już pod koniec studiów podjął pracę w Biurze Studiów Państwowych Zakładów Lotniczych na warszawskim Okęciu. Uczestniczył w działaniach kampanii wrześniowej, w czasie której trafił do niewoli niemieckiej. Do kraju powrócił w 1946.
W latach 1946–1960 pracował w Głównym Urzędzie Statystycznym, gdzie zasłużył się jako współorganizator polskiej statystyki demograficznej. Prowadził również zajęcia ze studentami na Politechnice Warszawskiej i Uniwersytecie Warszawskim, a od 1957 w Szkole Głównej Planowania i Statystyki w charakterze zastępcy profesora. W 1959 odbył roczny staż naukowy na Uniwersytecie Kalifornijskim w Berkeley, przygotowując rozprawę doktorską. W latach 1961–1967 przebywał w Rzymie jako ekspert FAO. W 1967 powrócił do pracy w Szkole Głównej Planowania i Statystyki (w Katedrze Ekonometrii), by w 1972 wyjechać do Ghany. Był tam ekspertem ONZ w Regionalnym Instytucie Badań Ludnościowych, a przez rok także dyrektorem Instytutu.
Od 1975 pozostawał ponownie związany z Szkołą Główną Planowania i Statystyki, gdzie kierował Zakładem Statystyki Matematycznej w Instytucie Ekonometrii oraz był dyrektorem Instytutu Cybernetyki i Zarządzania (1984–1985). W 1983 otrzymał tytuł profesorski. Był jednocześnie konsultantem w zakresie badań reprezentacyjnych w Zakładzie Badań Statystyczno-Ekonomicznych Głównego Urzędu Statystycznego i Polskiej Akademii Nauk. W latach 1949–1993 (poza okresami pobytu poza krajem) brał udział w pracach Komisji Matematycznej Głównego Urzędu Statystycznego, przez wiele lat jako jej przewodniczący. Wchodził w skład Komitetu Statystyki i Ekonometrii oraz Komitetu Nauk Demograficznych Polskiej Akademii Nauk. Był też przez trzy kadencje wiceprezesem Rady Głównej Polskiego Towarzystwa Statystycznego.
Miejscem spoczynku jest Cmentarz Wojskowy na Powązkach (kw. M, rząd 1, miejsce 10).

## Publikacje
Ryszard Zasępa ogłosił szereg publikacji naukowych (także książkowych), głównie dotyczących statystycznej metody reprezentacyjnej:
- Badania statystyczne metodą reprezentacyjną: zarys teorii i praktyki, 1962
- Zastosowanie metody reprezentacyjnej przy spisach rolnych, 1968
- Metoda reprezentacyjna, 1972
- Zarys metody reprezentacyjnej, 1991
- Use of sampling methods in population censuses in Poland, „Statistics in Transition”, 1993